# Carn Fadryn
Carn Fadryn är ett slott i Storbritannien.   Det ligger i kommunen Gwynedd och riksdelen Wales, i den sydvästra delen av landet, 300 km väster om huvudstaden London. Carn Fadryn ligger 340 meter över havet.
Terrängen runt Carn Fadryn är platt norrut, men söderut är den kuperad. Carn Fadryn ligger uppe på en höjd.Runt Carn Fadryn är det ganska glesbefolkat, med 45 invånare per kvadratkilometer. Närmaste större samhälle är Pwllheli, 9,6 km öster om Carn Fadryn. Trakten runt Carn Fadryn består i huvudsak av gräsmarker.